# The Son of His Father (film 1917)
The Son of His Father è un film muto del 1917 diretto da Victor Schertzinger. La sceneggiatura si basa su The Son of His Father, romanzo di Ridgwell Cullum pubblicato a Londra e a Filadelfia nel 1915.

## Produzione
Il film fu prodotto dalla Thomas H. Ince Corporation.

## Distribuzione
Distribuito dalla Paramount Pictures - come Famous Players-Lasky Corporation - il film uscì nelle sale cinematografiche degli Stati Uniti il 22 ottobre dopo essere stato presentato in prima a New York il 14 ottobre 1917.
Copia della pellicola viene conservata negli archivi della Library of Congress.